# Wild Card (album)
| Recensione | Giudizio |
| ---------- | -------- |
| About.com  |          |

Wild Card è il secondo album in studio del gruppo progressive metal olandese ReVamp.

## Tracce
Testi e musiche di Floor Jansen, Jord Otto, Ruben Wijga e Joost van den Broek.
1. The Anatomy of a Nervous Breakdown: On the Sideline – 3:45
2. The Anatomy of a Nervous Breakdown: The Limbic System – 4:54
3. Wild Card – 4:21
4. Precibus – 4:24
5. Nothing – 3:53
6. The Anatomy of a Nervous Breakdown: Neurasthenia – 5:06
7. Distorted Lullabies – 4:58
8. Amendatory – 4:47
9. I Can Become – 3:48
10. Misery's No Crime – 4:03
11. Wolf and Dog – 5:01

Tracce bonus
1. Sins – 4:05
2. Infringe – 4:53

## Formazione
- Floor Jansen - voce
- Arjan Rijnen - chitarra
- Jord Otto - chitarra
- Ruben Wijga - tastiera
- Matthias Landes - batteria

Musicisti addizionali
- Johan van Stratum - basso
- Mark Jansen - voce death in Misery's No Crime
- Devin Townsend - voce in The Anatomy of a Nervous Breakdown: Neurasthenia
- Marcela Bovio, Daniël de Jongh - cori

## Date di pubblicazione
| Regione     | Data             |
| ----------- | ---------------- |
| Europa      | 23 agosto 2013   |
| Regno Unito | 26 agosto 2013   |
| Stati Uniti | 3 settembre 2013 |

## Classifiche
| Classifica (2013) | Posizione massima |
| ----------------- | ----------------- |
| Belgio (Fiandre)  | 97                |
| Belgio (Vallonia) | 130               |
| Finlandia         | 21                |
| Paesi Bassi       | 43                |